# Discografie van Esko
Hieronder volgt de discografie van de Nederlandse producer Esko, met name zijn albums en zijn nummers met een notering in een hitlijst. In deze discografie zijn niet al zijn geproduceerde nummers verwerkt, enkel de nummers waar hij zelf uitvoerend artiest van is.

## Albums
| Album         | Verschijnen   | Label      | Hitlijsten | Hitlijsten | Hitlijsten | Hitlijsten | Opmerkingen                     |
| Album         | Verschijnen   | Label      | BE (VL)    | BE (VL)    | NL         | NL         | Opmerkingen                     |
| Album         | Verschijnen   | Label      | Piek       | Weken      | Piek       | Weken      | Opmerkingen                     |
| ------------- | ------------- | ---------- | ---------- | ---------- | ---------- | ---------- | ------------------------------- |
| Beats by Esko | 20 april 2018 | Van Klasse | 9          | 11         | 1 (1 wk)   | 25         | Studioalbum / Goud in Nederland |
| Feniks        | 2 juli 2021   | Van Klasse | 53         | 10         | 4          | 42         | Studioalbum / Goud in Nederland |
| Taboe         | 28 juni 2024  | Van Klasse | 140        | 1          | 12         | 3          | Studioalbum                     |

## Nummers met notering(en) in een hitlijst
| Lied                                                                  | Verschijnen       | Album                         | Hitlijsten | Hitlijsten | Hitlijsten  | Hitlijsten  | Hitlijsten   | Hitlijsten   | Opmerkingen                   |
| Lied                                                                  | Verschijnen       | Album                         | BE (VL)    | BE (VL)    | NL (Top 40) | NL (Top 40) | NL (Top 100) | NL (Top 100) | Opmerkingen                   |
| Lied                                                                  | Verschijnen       | Album                         | Piek       | Weken      | Piek        | Weken       | Piek         | Weken        | Opmerkingen                   |
| --------------------------------------------------------------------- | ----------------- | ----------------------------- | ---------- | ---------- | ----------- | ----------- | ------------ | ------------ | ----------------------------- |
| Hooptie money (met JoeyAK, MocroManiac en Cho)                        | 7 maart 2018      | Beats by Esko                 | —          | —          | —           | —           | 71           | 2            |                               |
| Lijst (met Bartofso, 3robi en Mula B)                                 | 13 april 2018     | Beats by Esko                 | —          | —          | —           | —           | 38           | 3            |                               |
| Hey meisje (met Josylvio en Hansie)                                   | 20 april 2018     | Beats by Esko                 | tip        | —          | 15          | 10          | 1 (2 wkn)    | 36           | Driemaal platina in Nederland |
| Money dance (met Jonna Fraser en Jacin Trill)                         | 20 april 2018     | Beats by Esko                 | —          | —          | —           | —           | 40           | 2            |                               |
| Dichterbij (met Josylvio en Sevn Alias)                               | 20 april 2018     | Beats by Esko                 | —          | —          | —           | —           | 43           | 1            |                               |
| Kuifje (met Jonna Fraser, Adje, Keizer en Woenzelaar)                 | 20 april 2018     | Beats by Esko                 | —          | —          | —           | —           | 45           | 1            |                               |
| Evoluatie (met Bokoesam en Famke Louise)                              | 20 april 2018     | Beats by Esko                 | —          | —          | —           | —           | 52           | 1            |                               |
| Doe je research (met SBMG)                                            | 20 april 2018     | Beats by Esko                 | —          | —          | —           | —           | 54           | 1            |                               |
| Knowledge (met Emms, Hef en Kevin)                                    | 20 april 2018     | Beats by Esko                 | —          | —          | —           | —           | 58           | 1            |                               |
| Half 8 (met Ronnie Flex en Idaly)                                     | 20 april 2018     | Beats by Esko                 | —          | —          | —           | —           | 59           | 1            |                               |
| Zo niet mij (met Latifah en Sevn Alias)                               | 20 april 2018     | Beats by Esko                 | —          | —          | —           | —           | 60           | 1            |                               |
| Bye, bye, bye (met Josylvio, Lauwtje en Jermaine Niffer)              | 20 april 2018     | Beats by Esko                 | —          | —          | —           | —           | 63           | 1            |                               |
| Ik zweer het je (met Young Ellens en 3robi)                           | 14 september 2018 | Practice 2 (van Young Ellens) | tip        | —          | —           | —           | 21           | 7            | Goud in Nederland             |
| Dinnertime (met Young Ellens)                                         | 5 oktober 2018    | Practice 2 (van Young Ellens) | —          | —          | —           | —           | 81           | 1            |                               |
| Voor de lol (met Young Ellens)                                        | 5 oktober 2018    | Practice 2 (van Young Ellens) | —          | —          | —           | —           | 97           | 1            |                               |
| In a way (met BKO en Jonna Fraser)                                    | 12 oktober 2018   | Masterplan (van BKO)          | —          | —          | —           | —           | 88           | 1            |                               |
| Huts (met The Blockparty, Mouad Locos, JoeyAK, Young Ellens en Chivv) | 9 november 2018   | —                             | 35         | 6          | 16          | 10          | 1 (2 wkn)    | 25           | Driemaal platina in Nederland |
| Leugens (met Lauwtje en Josylvio)                                     | 12 april 2019     | Lauws                         | —          | —          | —           | —           | 93           | 1            |                               |
| Vroeger (met Josylvio)                                                | 27 september 2019 | Gimma (van Josylvio)          | tip        | —          | 29          | 3           | 7            | 17           | Platina in Nederland          |
| Omhoog (met Snelle)                                                   | 22 november 2019  | —                             | —          | —          | tip13       | —           | 20           | 3            |                               |
| Jongen van bodem                                                      | 29 januari 2021   | Feniks                        | —          | —          | tip17       | —           | 24           | 4            | Goud in Nederland             |
| Breng mij terug (met Josylvio)                                        | 5 maart 2021      | Feniks                        | —          | —          | —           | —           | 47           | 3            |                               |
| Platzak (met Bigidagoe, Jack en Vic9)                                 | 11 juni 2021      | Feniks                        | —          | —          | —           | —           | 35           | 4            |                               |
| Wat is wat (met KA en JoeyAK)                                         | 2 juli 2021       | Feniks                        | —          | —          | —           | —           | 44           | 2            | Goud in Nederland             |
| Flamboyant (met Josylvio en Jonna Fraser)                             | 2 juli 2021       | Feniks                        | —          | —          | —           | —           | 56           | 2            |                               |
| Beiden (met Madina)                                                   | 18 maart 2022     | —                             | —          | —          | —           | —           | 61           | 1            |                               |
| Klokken en stenen (met Lijpe en JoeyAK)                               | 27 mei 2022       | —                             | —          | —          | tip14       | —           | 12           | 4            | Goud in Nederland             |
| 10 racks (met Jack, Yssi SB en Josylvio)                              | 26 augustus 2022  | —                             | —          | —          | —           | —           | 55           | 1            |                               |
| Brief aan Bigi                                                        | 29 maart 2024     | —                             | —          | —          | —           | —           | 72           | 1            |                               |